# Cameron Monaghan
Cameron Monaghan, teljes nevén Cameron Riley Monaghan (Santa Monica, 1993. augusztus 16. –) amerikai színész és modell. Ismert szerepei: Ian Gallagher a Shameless – Szégyentelenek című tévésorozatból, illetve Jerome és Jeremiah Valeska a DC Comics alapján készült Gotham sorozatból. Ezen kívül róla mintázták Cal Kestist a sikeres Star Wars Jedi: Fallen Order videójátékban.

## Életpályája
Karrierjét gyerekmodellként kezdte háromévesen, majd hétévesen kezdett színészként is dolgozni. Cameron első megjelenése 2002-ben volt Chad a Malcolm in the Middle című komédiasorozatban, majd szerepet kapott Palmer Noidként a Ned's Declassified School Survival Guide-ban.Az igazi áttörést a Showtime csatorna Szégyentelenek (Shameless) című dráma sorozata hozta meg számára, amelyben egy szegény chicagói családban egy meleg tizenéves fiút, Ian Gallaghert alakítja. Sarah Hughes kritikus úgy írta le az alakítását, mint az egyik legárnyaltabb ábrázolása egy meleg tinédzser életének, amit valaha látni lehetett az amerikai tévében. A sorozat a mai napig nagy sikerrel fut, 2020-ban már a tizedik évaddal.
Shameless-beli főszerepe mellett továbbiakban feltűnt pár rövidfilmben, valamint több ismert sorozatban egy-egy epizód főszerepében, mint például a Gyilkos elmék (Criminal Minds, 2006), a Gyilkos számok (Numb3rs, 2009), A mentalista (The Mentalist, 2009), a Monk, a flúgos nyomozó (Monk, 2009), a Három folyam (Three Rivers, 2009), A rejtély (Fringe, 2009), a Glades – Tengerparti gyilkosságok (Glades, 2010), az N.C.I.S. (N.C.I.S., 2011), a Különleges ügyosztály (Law & Order: Special Victims Unit, 2012). emellett pedig mozifilmekben is szerepel. 2011-ben a Disney tini filmjében, a Prom – A végzős buliban (Prom) volt mellékszereplő, 2014-ben pedig a Vámpírakadémiában (Vampire Academy) és Az emlékek őrében (The Giver). 2014-ben főszereplő volt két független filmben is, a Jamie Marks Is Deadben, valamint a Mallban.
2015-ben a későbbi Batman, Bruce Wayne gyermekkorát feldolgozó Gotham című sorozat első évadában kapott szerepet, ahol az édesanyját megölő Jerome Valeskát alakította. Erre a szerepre a második, a harmadik, a negyedik és az utolsó, ötödik évadban is visszatért néhány epizód erejéig (összesen 20 rész). A készítők a sorozat folyamán mindig is ködösen fogalmaztak karakterével kapcsolatban, mindössze annyit árultak el, hogy  a későbbi részekben még nagy szerepet fog betölteni a sorozatban. Jerome karakterét rengeteg találgatás vette körül, ugyanis több jel is arra mutatott, hogy a későbbi Jokert ismerhetjük meg személyében, azonban erről a sorozat készítői soha nem nyilatkoznak egyértelműen.

## Filmográfia

### Filmek
| Év   | Magyar cím                       | Eredeti cím                                               | Szerep                     | Magyar hang  |
| ---- | -------------------------------- | --------------------------------------------------------- | -------------------------- | ------------ |
| 2002 |                                  | The Wishing Stone                                         | Alex                       |              |
| 2005 | Fegyvertestvérek                 | Brothers in Arms                                          | Timmy                      |              |
| 2006 | Távkapcs                         | Click                                                     | Kevin O'Doyle              | Penke Bence  |
| 2006 | Télapu 3. – A szánbitorló        | The Santa Clause 3: The Escape Clause                     | közlekedési rendőr         |              |
| 2007 | T3I – A Csontváz-sziget          | The Three Investigators and the Secret of Skeleton Island | Bob Andrews                |              |
| 2008 | Ebadta tolvajok                  | Dog Gone                                                  | Dexter                     | Penke Soma   |
| 2009 | T3I – A titokzatos kastély       | The Three Investigators and the Secret of Terror Castle   | Bob Andrews                |              |
| 2010 | Egy újabb holdtölte              | Another Harvest Moon                                      | Jack                       |              |
| 2011 | Prom – A végzős buli             | Prom                                                      | Corey Doyle                | Czető Ádám   |
| 2012 |                                  | 2nd Serve                                                 | Jake                       |              |
| 2014 | Az emlékek őre                   | The Giver                                                 | Asher                      | Berkes Bence |
| 2014 |                                  | Jamie Marks Is Dead                                       | Adam McCormick             |              |
| 2014 |                                  | Mall                                                      | Jeff                       |              |
| 2014 | Vámpírakadémia                   | Vampire Academy                                           | Mason Ashford              | Czető Roland |
| 2017 | Amityville: Az ébredés           | Amityville: The Awakening                                 | James                      | Fehér Tibor  |
| 2017 | Egy különleges ember éve         | The Year of Spectacular Men                               | Ross                       | Berkes Bence |
| 2018 |                                  | Anthem of a Teenage Prophet                               | Luke Hunter                |              |
| 2019 |                                  | Reign of the Supermen                                     | Kon-El / Superboy (hangja) |              |
| 2022 | Széttört élet                    | Shattered                                                 | Chris Decker               | Kovács Lehel |
| 2022 | Országút a paradicsomban         | Paradise Highway                                          | Finley Sterling            | Sörös Miklós |
| 2022 | Szerelmi viszonyom a házassággal | My Love Affair with Marriage                              | Sergei (hangja)            |              |
| TBA  |                                  | Tron: Ares                                                |                            |              |

### Televíziós sorozatok
| Év        | Magyar cím                               | Eredeti cím                              | Szerep                     | Megjegyzés        |
| --------- | ---------------------------------------- | ---------------------------------------- | -------------------------- | ----------------- |
| 2003      | A szótlan zenész                         | The Music Man                            | Winthrop Paroo             | tévéfilm          |
| 2004–2005 | Már megint Malcolm                       | Malcolm in the Middle                    | Chad                       | 6 epizód          |
| 2005      | Avatár – Aang legendája                  | Avatar: The Last Airbender               | Poi & Ping (hangja)        | 1 epizód          |
| 2005      | A küszöb                                 | Threshold                                | Josh Foster                | 1 epizód          |
| 2005–2006 |                                          | Ned's Declassified School Survival Guide | Palmer Noid                | 3 epizód          |
| 2006      | Gyilkos elmék: Evolúció                  | Criminal Minds                           | Jeffrey Charles            | 1 epizód          |
| 2007      |                                          | Shorty McShorts' Shorts                  | Andy (hangja)              | 1 epizód          |
| 2009      | A rejtély                                | Fringe                                   | Tyler Carson               | 1 epizód          |
| 2009      |                                          | James Gunn's PG Porn                     | fiatal srác                | 1 epizód          |
| 2009      | A mentalista                             | The Mentalist                            | Elliot                     | 1 epizód          |
| 2009      | Monk – A flúgos nyomozó                  | Monk                                     | Danny Cooper               | 1 epizód          |
| 2009      | Gyilkos számok                           | Numbers                                  | Todd                       | 1 epizód          |
| 2009      | Viharos vizeken                          | Safe Harbor                              | Larry Parker               | tévéfilm          |
| 2009      | Három folyam                             | Three Rivers                             | Auden Drinkwater           | 1 epizód          |
| 2010      | Glades – Tengerparti gyilkosságok        | The Glades                               | Shane Conners              | 1 epizód          |
| 2010      | Kutyákok                                 | Terriers                                 | Cody Grice                 | 1 epizód          |
| 2011      | NCIS                                     | NCIS                                     | Nick Peyton                | 1 epizód          |
| 2011      | Született detektívek                     | Rizzoli & Isles                          | Jonathan McKenna           | 1 epizód          |
| 2011–2021 | Shameless – Szégyentelenek               | Shameless                                | Ian Gallagher              | főszerep          |
| 2012      | Esküdt ellenségek: Különleges ügyosztály | Law & Order: Special Victims Unit        | Eddie Sandow               | 1 epizód          |
| 2015–2019 | Gotham                                   | Gotham                                   | Jerome és Jeremiah Valeska | visszatérő szerep |
| 2016      |                                          | Mercy Street                             | Tom Fairfax                | főszerep          |
| 2017      | Atyám, Zorn!                             | Son of Zorn                              | Jeff                       | 1 epizód          |